# 箕輪藩
箕輪藩（みのわはん）は、上野国、現在の群馬県高崎市箕郷町に存在した藩。藩庁は箕輪城。

## 概要
箕輪城は西上野国衆の長野業正・業盛親子が支配していたが、永禄9年（1566年）に甲斐国の武田信玄が西上野侵攻を行い、長野氏は駆逐され西上野は武田領になる。箕輪城代は武田家臣の浅利信種、内藤昌秀が務め、武田家滅亡後は天正10年（1582年）には織田家臣の滝川一益が入った。しかし同年の本能寺の変の後は北条氏邦が入るなど、城主が転々としていた。
天正18年（1590年）、小田原征伐によって後北条氏が没落すると、同地域は徳川家康に与えられ、その重臣井伊直政が群馬郡・碓氷郡を中心とした12万石をもって箕輪城に入城して箕輪藩が成立する。直政は箕輪城を大改築するとともに、戦乱で荒廃した領内の寺社の再建を進めた。だが、慶長3年（1598年）になって、直政はより交通の便の良い高崎城に居城を移したために箕輪藩は廃藩となった。
箕輪城から高崎城に移った時に城下の寺社や町も高崎へ移転されたが、中には廃絶した寺院もあり、そうした寺院の遺構が箕輪城址の周辺にいくつか残されている。

## 歴代藩主
井伊家
1. 井伊直政（なおまさ）